# Mickey Coll
Miguel Ángel „Mickey“ Coll Dulievre (* 12. Februar 1951 in San Juan; † 23. Dezember 1972 in Barceloneta) war ein puerto-ricanischer Basketballspieler.
Er spielte von 1969 bis 1972 bei Gallitos de Isabela. Mit der puerto-ricanischen Nationalmannschaft gewann er bei den Panamerikanischen Spielen 1971 die Silbermedaille. 1972 nahm Coll an den Olympischen Spielen in München teil und wurde in allen sieben Spielen der Vorrunde eingesetzt. Bei der Dopingkontrolle nach dem Spiel gegen Jugoslawien wurde er allerdings positiv auf Ephedrin getestet und von den Spielen ausgeschlossen.